# Salford City Football Club
Il Salford City Football Club, noto semplicemente come Salford City, è un club calcistico inglese con sede nell'omonima città della Greater Manchester, militante in Football League Two (quarta divisione inglese) dal 2019; disputa le proprie partite casalinghe allo stadio Moor Lane.
Dal 2014 il club è di proprietà dell'imprenditore Peter Lim e di un gruppo di ex calciatori del Manchester United: David Beckham, Nicky Butt, Paul Scholes, Ryan Giggs e i fratelli Gary Neville e Phil Neville.

## Storia
Il club è stato fondato nel 1940 con il nome di Salford Central e ha militato nei campionati dilettanti locali dell'area di Manchester. Nel 1990 ha assunto la denominazione di Salford City dopo che, una decina di anni prima, si era trasferito allo stadio Moor Lane, situato a pochi chilometri da Manchester.
Nel 2014 il club è stato acquisito da un gruppo di ex calciatori del Manchester United: David Beckham, Nicky Butt, Paul Scholes, Ryan Giggs e i fratelli Gary Neville e Phil Neville; poche settimane dopo, il gruppo ha ceduto il 50% delle quote all'imprenditore Peter Lim.
Nella stagione 2018-2019, grazie al terzo posto in classifica in National League, il Salford City si qualificato per i play-off dove ha sconfitto in finale il Fylde e ha quindi ottenuto la promozione in Football League Two per la prima volta nella sua storia.
Nella stagione 2019-2020 il Salford City ha vinto il Football League Trophy dopo aver eliminato Port Vale, Accrington Stanley, Newport County e Portsmouth; la finale contro i Pompeys, prevista per il 5 aprile 2020, è stata rimandata di quasi un anno a causa della pandemia di COVID-19.
Il 31 agosto 2022 il Salford City ha realizzato la prima cessione remunerativa della sua storia, vendendo per circa 350 mila euro l'attaccante Thomas Asante al West Bromwich Albion, club militante in Football League Championship.

## Palmarès

### Competizioni nazionali
- Northern Premier League Division One North: 1

2014-2015
- National League North: 1

2017-2018
- Football League Trophy: 1

2019-2020

### Competizioni regionali
- Manchester Premier Cup: 2

1977-1978, 1978-1979

### Altri piazzamenti
- Northern Premier League:

Terzo posto: 2015-2016
- North West Counties Football League:

Secondo posto: 2007-2008

## Rosa 2024-2025
Aggiornata al 23 ottobre 2024.
| N. |                             | Ruolo | Calciatore                |
| -- | --------------------------- | ----- | ------------------------- |
| 1  | Galles (bandiera)           | P     | Tom King                  |
| 2  | Scozia (bandiera)           | D     | Donald Love               |
| 3  | Gambia (bandiera)           | D     | Ibou Touray               |
| 4  | Inghilterra (bandiera)      | C     | Jason Lowe                |
| 5  | Inghilterra (bandiera)      | D     | Ashley Eastham (capitano) |
| 6  | Irlanda (bandiera)          | D     | Corrie Ndaba              |
| 7  | Irlanda (bandiera)          | C     | Tyreik Wright             |
| 8  | Irlanda del Nord (bandiera) | C     | Matthew Lund              |
| 9  | Inghilterra (bandiera)      | A     | Tom Elliott               |
| 10 | Inghilterra (bandiera)      | A     | Ashley Hunter             |
| 11 | Scozia (bandiera)           | C     | Connor McLennan           |
| 12 | Inghilterra (bandiera)      | P     | Zach Jeacock              |
| 14 | Galles (bandiera)           | C     | Ben Woodburn              |
| 15 | Inghilterra (bandiera)      | C     | Luke Burgess              |

| N. |                        | Ruolo | Calciatore      |
| -- | ---------------------- | ----- | --------------- |
| 16 | Inghilterra (bandiera) | D     | Jordan Turnbull |
| 17 | Inghilterra (bandiera) | A     | Matt Smith      |
| 18 | Inghilterra (bandiera) | A     | Conor McAleny   |
| 19 | Inghilterra (bandiera) | A     | D'Mani Mellor   |
| 20 | Inghilterra (bandiera) | A     | Aramide Oteh    |
| 22 | Stati Uniti (bandiera) | D     | Tylor Golden    |
| 24 | Inghilterra (bandiera) | D     | Andy Smith      |
| 28 | Inghilterra (bandiera) | C     | Alex Denny      |
| 30 | Paesi Bassi (bandiera) | C     | Kelly N'Mai     |
| 32 | Galles (bandiera)      | D     | Liam Shephard   |
| 40 | Inghilterra (bandiera) | A     | Ian Henderson   |
| 42 | Inghilterra (bandiera) | D     | Theo Vassell    |
|    | Galles (bandiera)      | D     | Declan John     |
|    | Inghilterra (bandiera) | P     | Jamie Jones     |